# Delphinium peregrinum
Delphinium peregrinum är en ranunkelväxtart som beskrevs av Carl von Linné. Delphinium peregrinum ingår i släktet storriddarsporrar, och familjen ranunkelväxter. Inga underarter finns listade i Catalogue of Life.

## Bildgalleri

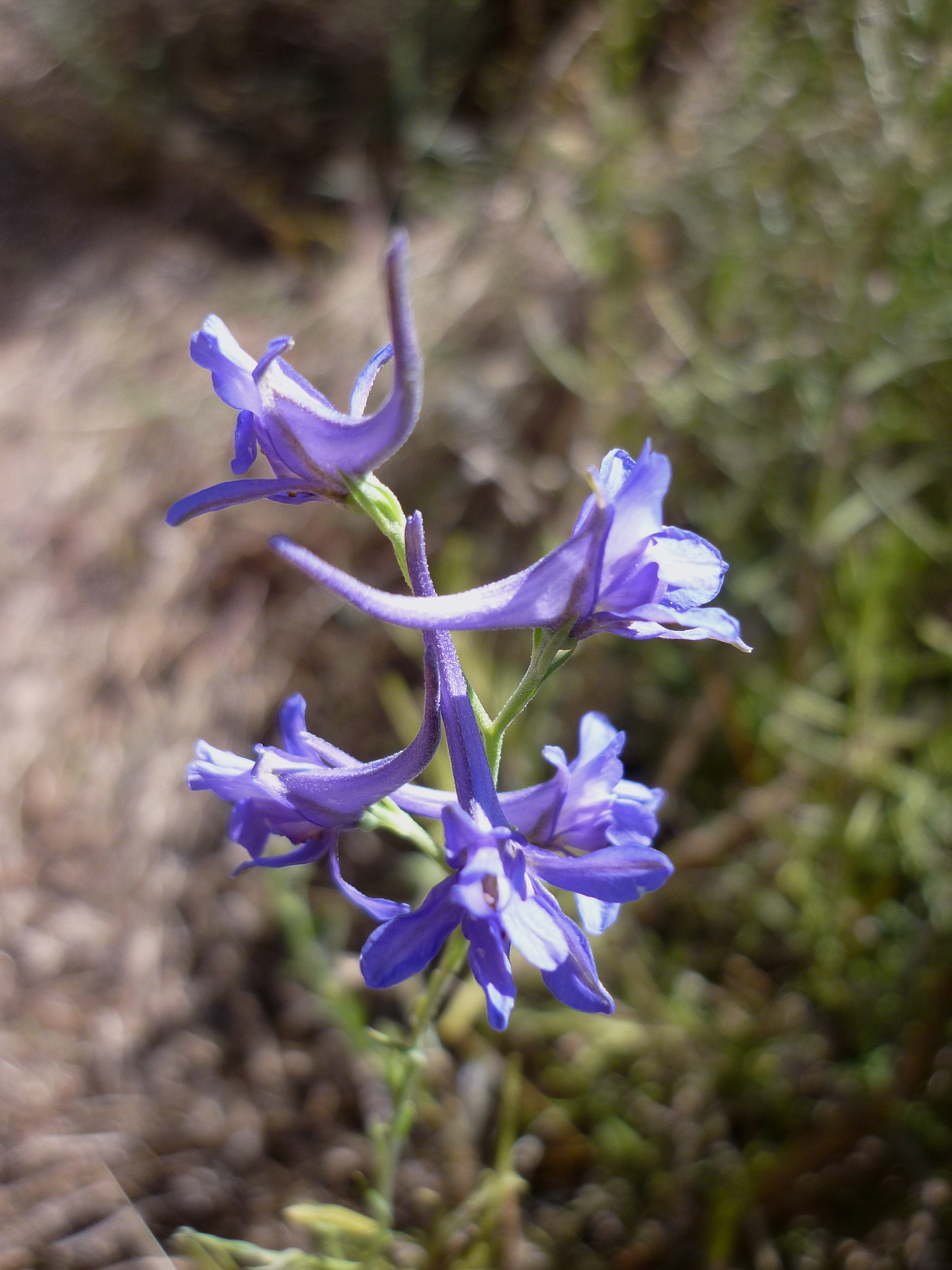
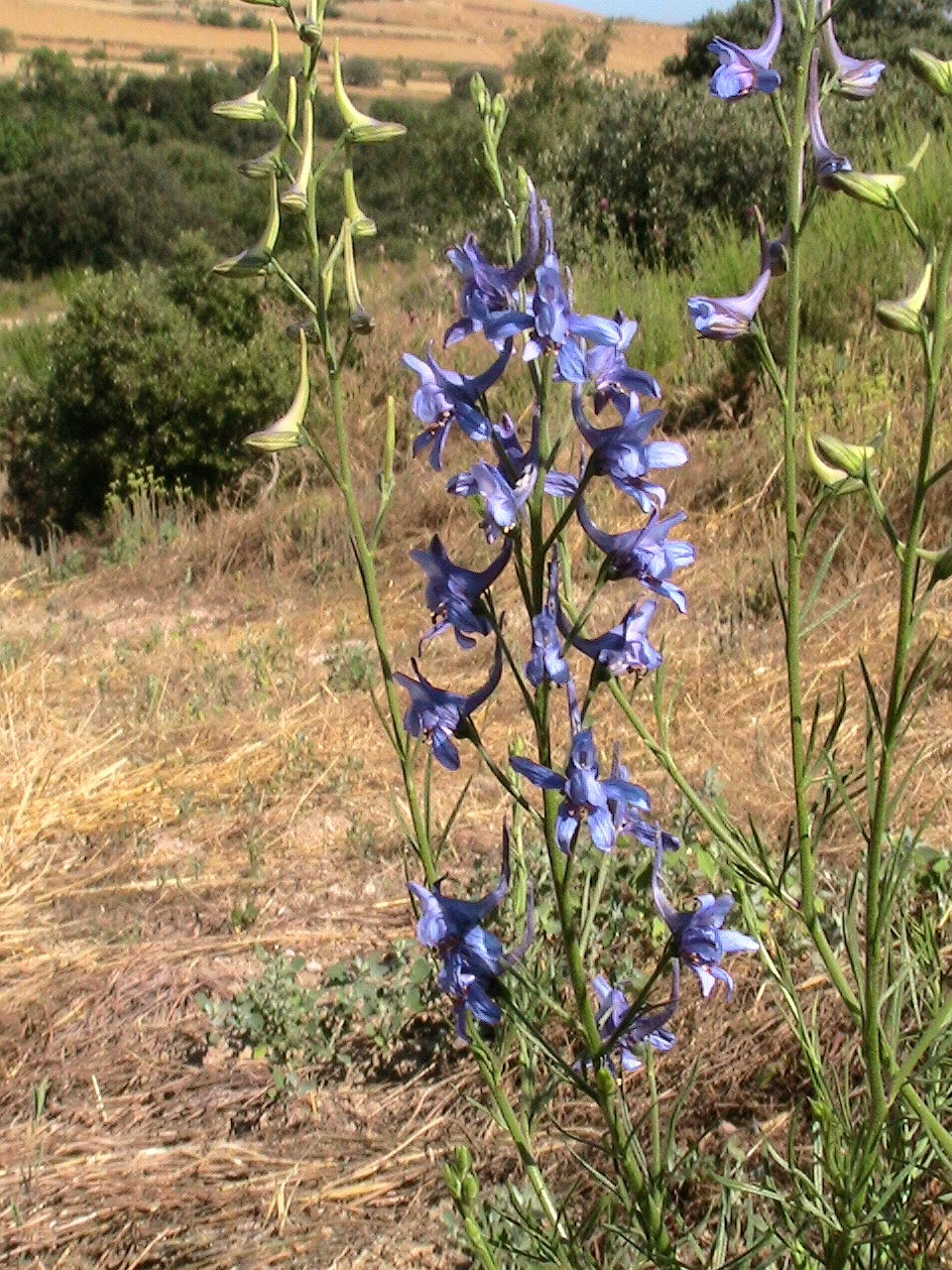
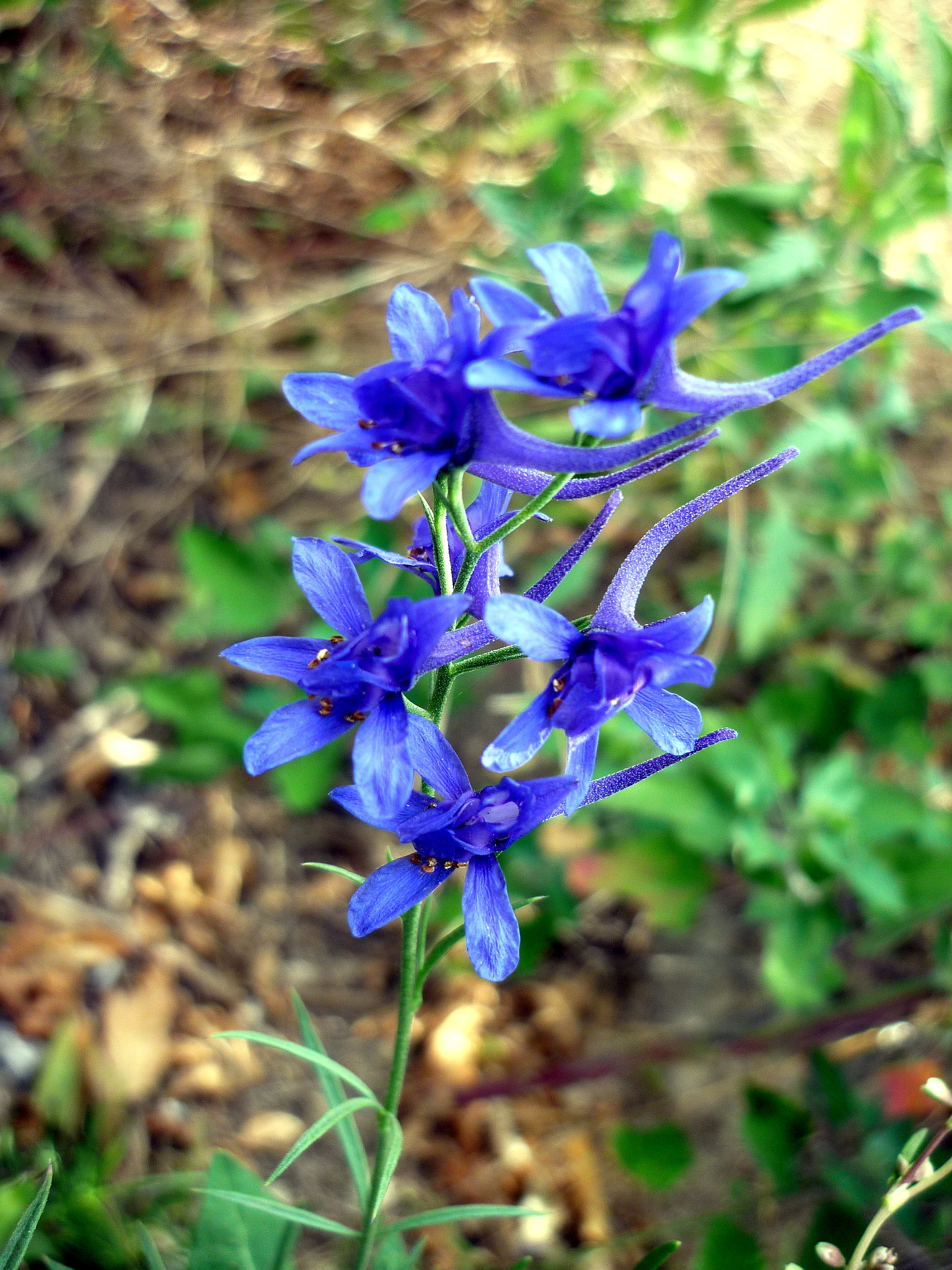
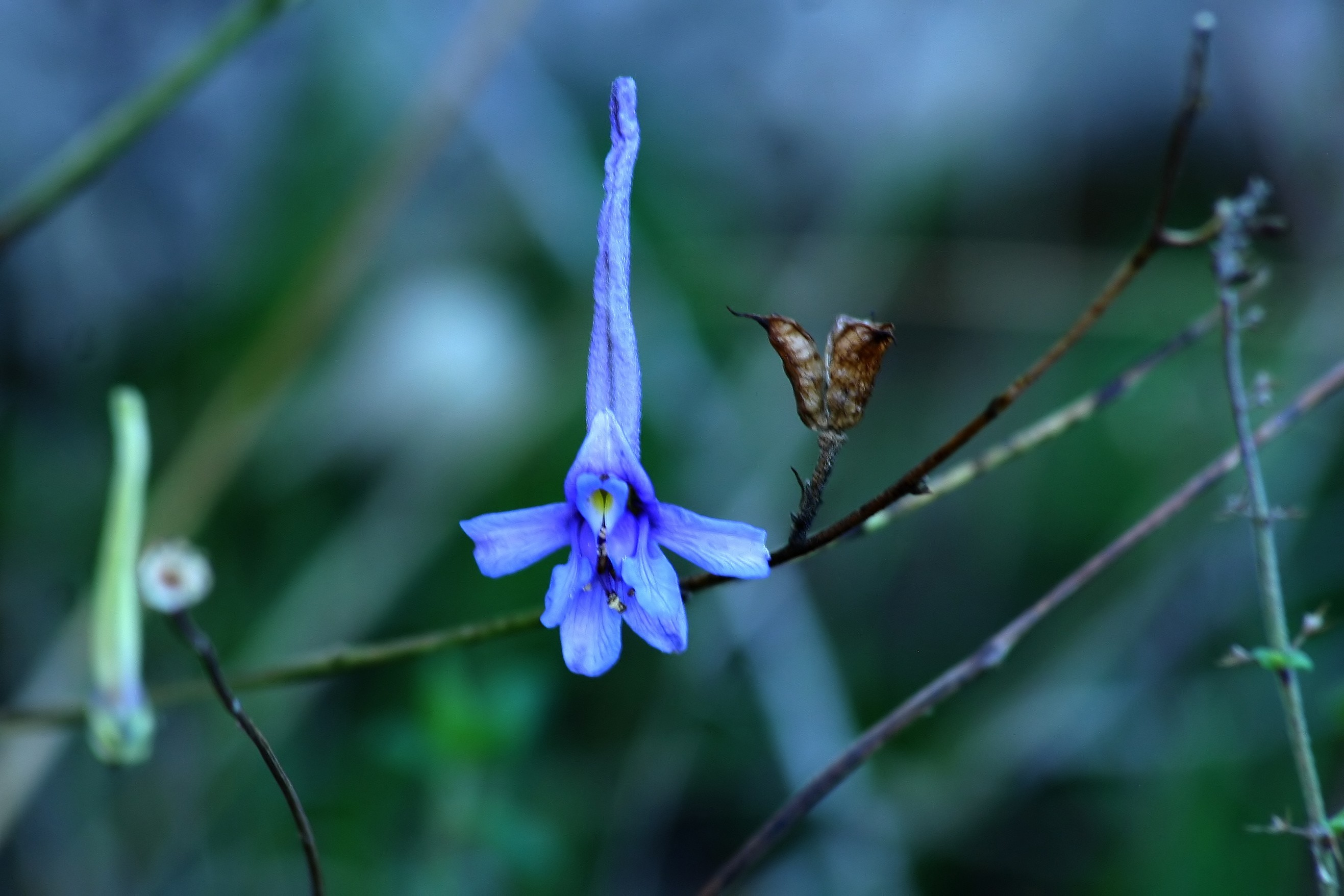